# José Luis Rubiera
José Luis Rubiera Vigil (Gijón, 27 gennaio 1973) è un ex ciclista su strada spagnolo.
Professionista dal 1995 al 2010, ha ottenuto in carriera otto vittorie, tra cui due tappe al Giro d'Italia.

## Carriera
Nei primi anni della sua carriera, in forza alla Kelme diretta da Vicente Belda, si fece notare nelle frazioni alpine e pirenaiche delle grandi corse a tappe, mettendo in mostra doti di scalatore. Nel 2001 la svolta con il passaggio alla US Postal Service, che lo portò ad abbandonare le ambizioni personali per dedicarsi interamente alla causa di Lance Armstrong, capitano unico del team, del quale risultò essere uno dei migliori gregari sulle montagne.
Nonostante i suoi compiti di gregariato, in carriera ha colto otto vittorie, tra le quali due tappe al Giro d'Italia (1997 e 2000) e la classifica generale della Volta ao Alentejo.
Ha annunciato il ritiro dall'attività al termine della stagione 2010.

## Palmarès
- 1994 (Dilettanti)

Classifica generale Bidasoa Itzulia
Memorial Valenciaga
- 1997 (Kelme - Costa Blanca, una vittoria)

19ª tappa Giro d'Italia (Predazzo > Falzes)
- 1999 (Kelme - Costa Blanca, due vittorie)

3ª tappa Volta ao Alentejo (Viana do Alentejo > Viana do Alentejo)
Classifica generale Volta ao Alentejo
- 2000 (Kelme - Costa Blanca, due vittorie)

13ª tappa Giro d'Italia (Feltre > Selva di Val Gardena)
Subida al Naranco
- 2007 (Discovery Channel Pro Cycling Team, una vittoria)

8ª tappa Tour of Qinghai Lake (Menyuan > Huzhu)
- 2008 (Astana, una vittoria)

2ª tappa Vuelta a Murcia (Calasparra > Totana)

### Altri successi
- 1997 (Kelme - Costa Blanca)

Criterium di Oviedo
- 1998 (Kelme - Costa Blanca)

Subida al Naranco
Classifica scalatori Vuelta a Aragón
- 2001 (US Postal Service)

Classifica scalatori Vuelta a Burgos
- 2003 (US Postal Service)

4ª tappa Tour de France (Joinville > Saint-Dizier, cronosquadre)
- 2004 (US Postal Service)

4ª tappa Tour de France (Cambrai > Arras, cronosquadre)
Criterium Manuel Beltran
- 2005 (Discovery Channel Pro Cycling Team)

4ª tappa Tour de France (Tours > Blois, cronosquadre)
Memorial Clavero
Classifica scalatori Tour de Georgia

## Piazzamenti

### Grandi Giri
- Giro d'Italia

1997: 10º
1998: 13º
1999: ritirato (2ª tappa)
2000: 8º
2006: 13º
2007: 39º
2009: 49º
- Tour de France

2001: 38º
2002: 22º
2003: 19º
2004: 19º
2005: 35º
2006: 90º
- Vuelta a España

1998: 26º
1999: 6º
2000: 11º
2001: 7º
2002: 51º
2003: 80º
2007: 86º
2008: 22º
2009: ritirato (12ª tappa)

### Classiche monumento
- Milano-Sanremo

1997: 136º
1998: 123º
1999: 118º
- Liegi-Bastogne-Liegi

2001: 109º
2002: 96º
2003: ritirato
2004: 38º
- Giro di Lombardia

1997: ritirato
2000: 36º
2005: 21º
2010: 24º

### Competizioni mondiali
- Campionati del mondo

Valkenburg 1998 - In linea: 45º
Verona 1999 - In linea: 36º
Plouay 2000 - In linea: 29º
Lisbona 2001 - In linea: 56º
Lisbona 2004 - In linea: ritirato